# Belid AB
Belid AB är en lampfabrik i Varbergs kommun, Hallands län, belägen i tätorten Tångaberg cirka 7 km norr om centralorten Varberg.
Fabriken, som 2020 hade 170 anställda, grundades 1975 av smålandsfödde Jan-Eskil Eskilsson och är idag Skandinaviens största tillverkare av hembelysningar.
Företaget som sedan 2020 heter Belid Lighting Group ägs numer delvis av ett investmentbolag och delvis av Herstal.